# Tom Allen
Tom Allen (nació en abril de 1840 en Birmingham y murió el 5 de abril de 1904 en San Luis) fue campeón del mundo de los pesos pesados de boxeo desde 1873, cuando derrotó a Mike McCoole, hasta 1876 cuando fue vencido por Joe Goss.
| Predecesor: Mike McCoole | Campeón del mundo de los pesos pesados 1873–1876 | Sucesor: Joe Goss |

- Datos: Q7814770